# (6652) 1991 SJ1
A (6652) 1991 SJ1 a Naprendszer kisbolygóövében található aszteroida. Henry E. Holt fedezte fel 1991. szeptember 16-án.